# Bernard Aubertin (facteur d'orgues)
Pour les articles homonymes, voir Aubertin.
 (septembre 2018).
Bernard Aubertin est un facteur d'orgues français, né le 25 août 1952 à Boulay-Moselle dans le département français de la Moselle (région Grand Est).

## Biographie
Bernard Aubertin est issu d'une famille d'ébénistes d'Elvange ; il passe un bac littéraire puis entre aux Arts décoratifs de Strasbourg. Durant ses études d'art, il construit un orgue de salon à partir de matériaux de récupération entièrement retravaillés (par manque de moyens).
En février 1978, il achète avec son épouse un prieuré du XIIe siècle, à Courtefontaine (Jura), dans lequel il installe son atelier. Depuis cette date, ils se consacrent à la restauration de l’ensemble. Aubertin y travaille avec une douzaine de personnes de différents corps de métier (ébénistes, tuyautiers, facteurs d’orgues); il produit aussi des dessins pour d’autres facteurs d’orgues et des relevés d’orgues anciennes notamment pour les Monuments historiques. 
Il a également enseigné son métier au Centre national de formation des apprentis facteurs d’orgue.

## Orgues remarquables
Près d'une centaine d'orgues (dont 29 au Japon) ont été construits ou restaurés par la manufacture à ce jour. On peut citer notamment :
- Église Saint-Louis de Vichy, 1991[3] ;
- Église de Sarralbe (Moselle) 1987
- Salle communale de Shirane (Yamanashi, Japon) 1993
- Abbaye Saint-Georges de Boscherville (Normandie) 1994
- Église de Saessolsheim (Alsace) 1995
- Église de Vertus (Champagne) 1996
- Grand orgue de maison (II-P, 22 jeux) pour un particulier au Japon
- Chapelle de King's College (en) à Aberdeen (Écosse) 2004[4] ;
- Église Saint-Louis-en-l'Île (Paris), 2005[1]
- Église Saint-Jacques de Neuilly-sur-Seine (Hauts-de-seine), 2006
- Chapelle de St John's College à Oxford, 2008[5] ;
- Église de Mariager (Danemark) 2010[2]
- Grand orgue (III-P 30 jeux)de maison pour un particulier en Angleterre 2015
- King's Hall, Université de Newcastle upon Tyne (Angleterre) 2017[3],[6],[7].
- Église St-Laurent de Erwitte (Allemagne) 2016
- Église de Gevrey-Chambertin (Bourgogne) 2019
- Église de Dorchester GB 2021
- Restauration des orgues de Contz-les-Bains(Lorraine), d'Arbois (Jura)[8], de Boscherville (Normandie), de Seurre (Bourgogne), d'Orgelet (Jura), de West-Cappel (Nord), de Saint-Antoine-l'Abbaye en Dauphiné, etc.

## Prix et distinctions
- Grand prix Crédit du Nord - Vieilles Maisons Françaises (pour la restauration de son prieuré)[1].
- Maître d'art (ministère de la Culture, 1995)[9].
- Médaille Vermeil de la ville de Paris (2005).
- Docteur honoris causa (Senatus Academicus de l'Université d'Aberdeen, Écosse, 2006)[10].
- Chevalier de la Légion d'honneur (2006)[11].

## Affiliations
Bernard Aubertin est chevalier de l'Ordre des hospitaliers de Saint-Lazare, un ordre chrétien œcuménique à vocation humanitaire.